# Герберт Шульце
Герберт Еміль Шульце (нім. Herbert Emil Schultze; 24 липня 1907, Кіль, Німецька імперія — 3 червня 1987, Лондон, Велика Британія) — німецький офіцер-підводник, корветтен-капітан кріґсмаріне (1 квітня 1943), капітан-цур-зеє бундесмаріне. Кавалер Лицарського хреста Залізного хреста з дубовим листям.

## Біографія
Шульце народився в портовому місті Кіль і вже в дитинстві цікавився човнами і моторами. У 1930 році він вступив в рейхсмаріне. На легкому крейсері «Емден» він відправився в похід навколо світу (1 грудня 1930 — 8 грудня 1931).
Після проходження курсу підвищення кваліфікації, з 31 січня 1938 року — командир підводного човна U-2 (тип II-A), а з 22 квітня 1939 року — U-48. Його човен вважався найбільш везучим човном Кріґсмаріне. Шульце зробив на ній 5 походів (загалом 135 днів у морі). Під час свого другого походу Шульце потопив 5 кораблів за 6 днів, серед яких був найбільший у світі танкер «Еміль Мігует» (14 115 брт).
З жовтня 1940 року — заступник командира 7-ї флотилії в Сен-Назарі.
З 17 грудня 1940 року — знову командир U-48, здійснив на ній ще 3 походи (загалом 93 дня в морі).
З 27 липня 1941 року — командир 3-ї підводної флотилії в Ла-Рошелі.
В травні 1942 року Шульце був переведений офіцером Адмірал-штабу в штаб групи ВМС «Північ», а в грудні 1942 року — в штаб командувача підводного флоту.
З травня 1944 року — начальник відділу військово-морського училища в Мюрвіку.
Всього за час бойових дій Шульце потопив 26 кораблів (загальна водотоннажність — 169 709 брт) і пошкодив 1 корабель (9 456 брт).
Після капітуляції він був призначений союзниками командиром батальйону, потім командиром військово-морського училища в Мюрвіку і табору військовополонених «Heinz Krey». У листопаді 1945 року Шульце став цивільним директором військово-морських споруд у Фленсбург-Мюрвіку.
З липня 1956 до вересня 1968 року служив у бундесмаріне.

## Особистість
Кілька разів Шульце по радіо попереджав британців про потоплення суден і тим самим врятував життя багатьох моряків, чим заслужив повагу з боку противника.

## Звання[5]
- Кандидат в офіцери (1 квітня 1930)
- Зеє-кадет (9 жовтня 1930)
- Фенрих-цур-зее (1 січня 1932)
- Обер-фенрих-цур-зее (5 квітня 1934)
- Лейтенант-цур-зее (1 жовтня 1934)
- Обер-лейтенант-цур-зее (1 червня 1936)
- Капітан-лейтенант (1 червня 1939)
- Корветтен-капітан (1 червня 1943).

## Нагороди[5]

### Міжвоєнний період
- Медаль «За вислугу років у Вермахті» 4-го класу (4 роки) (2 жовтня 1936)
- Пам'ятна Олімпійська медаль (20 квітня 1937)

### Друга світова війна
- Залізний хрест
  - 2-го класу (25 вересня 1939)
  - 1-го класу (27 жовтня 1939)
- Нагрудний знак підводника
  - Звичайний (25 жовтня 1939)
  - З діамантами (15 липня 1941)
- Тричі відзначений у Вермахтберіхті (26 лютого 1940, 2 квітня 1941 і 12 червня 1940)
- Лицарський хрест Залізного хреста з дубовим листям (
  - Хрест (1 березня 1940)
  - Дубове листя (№ 15; 12 червня 1941)
- Хрест «За військові заслуги» (Італія) (24 жовтня 1941)